# Centro de Arte Contemporáneo del Bicentenario Emilia Ortiz

## Texto de título
El Centro de Arte Contemporáneo del Bicentenario Emilia Ortiz también conocido como CAC es un museo de arte contemporáneo fundado el 24 de septiembre de 2010. Es un espacio destinado a exhibir y difundir la obra de artistas locales y nacionales. Se encuentra ubicado en la zona centro de la ciudad de Tepic, Nayarit. Su nombre se debe a la pintora y caricaturista nayarita Emilia Ortiz Pérez cuyo acervo se encuentra resguardado y en exhibición en este centro. El CAC además alberga la Pinacoteca del Estado y el Taller de la Plástica Nayarita.

## Historia
La sede del CAC es una finca neoclásica con características eclécticas denominada La Casa Aguirre, edificada en el siglo XlX por los Aguirre, una familia española que se estableció en el estado de Nayarit y poseían alrededor de 30 haciendas, ranchos ganaderos, ingenios e industrias. El edificio es considerado un monumento histórico.
Desde el 2005 se planeó la creación del espacio cultural, y tuvo una duración de 5 años, por la adecuación del edificio, bajo la supervisión del INAH. El museo fue fundado el 24 de septiembre de 2010. Cuando se creó, se planteó como el proyecto museográfico y cultural más ambicioso de la entidad, con un costo de 80 millones de pesos, financiados en un 30% por CONACULTA, a partir del Programa de Apoyo a la Infraestructura Cultural de los Estados.

## Colección
El CAC alberga las obras de la pintora nayarita Emilia Ortiz, que son 60 cuadros; así como una colección escultórica.

## Salas
El museo tiene seis salas de exposición para diversas obras, como fotografías, pintura y esculturas. Posee áreas de talleres y de didáctica para clases y cursos de dibujo, pintura y fotografía. También tiene una pinacoteca y un taller de la plástica nayarita, el Taller de Gráfica El Peyote.